# Dây bá
Dây bá, tên khoa học Scindapsus officinalis, là một loài thực vật có hoa trong họ Ráy (Araceae). Loài này được (Roxb.) Schott miêu tả khoa học đầu tiên năm 1832.